# Maria Eleonora von Brandenburg

Maria Eleonora von Brandenburg, Königin von Schweden

Maria Eleonora von Brandenburg (* 11. November 1599 in Königsberg; † 28. März 1655 in Stockholm) war als Tochter des Kurfürsten Johann Sigismund eine Prinzessin von Brandenburg und durch ihre Heirat mit Gustav II. Adolf von 1620 bis 1632 Königin von Schweden.
Die als sehr attraktive Frau beschriebene Maria Eleonora lernte Gustav Adolf 1620 in Berlin anlässlich dessen persönlicher Werbung um sie kennen und heiratete ihn im gleichen Jahr. Sie war an Musik, Malerei und Architektur interessiert, hatte keinen politischen Einfluss und konnte sich in Schweden nicht einleben, obwohl sie dem König innig zugetan war. Nur eines ihrer Kinder, die spätere Königin Christina, überlebte das Kleinkindalter, doch war Maria Eleonoras Beziehung zu ihrer Tochter anfangs kühl. Als ihr Gatte persönlich an Kämpfen des Dreißigjährigen Kriegs in Deutschland teilnahm, reiste Maria Eleonora ihm 1631 dorthin nach. Im November 1632 fiel Gustav Adolf in der Schlacht bei Lützen. Seine Witwe ordnete die Überführung seines Leichnams nach Schweden an und begab sich selbst dorthin. Sie hatte ein gespanntes Verhältnis zum Reichsrat, der ihr jeden politischen Einfluss versagte. Reichskanzler Axel Oxenstierna führte an der Spitze einer Vormundschaftsregierung die Staatsgeschäfte. Zu den bedrückenden Kindheitserlebnissen Christinas gehörten ihre Besuche in den dunklen Gemächern ihrer sehr um Gustav Adolf trauernden Mutter. 1636 wurde Maria Eleonora von Christina getrennt. Sie floh 1640 nach Dänemark und lebte danach im Reich ihres Neffen, des Großen Kurfürsten Friedrich Wilhelm. 1648 kehrte sie nach Schweden zurück, wo inzwischen Christina die Regierung übernommen hatte, zu der sie nun ein besseres Verhältnis hatte.

## Leben

### Prinzessin von Brandenburg; Heiratsverhandlungen
Maria Eleonora war eine Tochter des Kurfürsten Johann Sigismund von Brandenburg (1572–1619) aus dessen Ehe mit Anna (1576–1625), Tochter des Herzogs Albrecht Friedrich von Preußen. Die Prinzessin wurde von ihrer Mutter im lutherischen Glauben erzogen, obwohl ihr Vater das reformierte Glaubensbekenntnis angenommen hatte.
Bei einem Besuch des deutsch-schwedischen Diplomaten Hieronymus von Birckholtz bei Maria Eleonores Vater im Sommer 1615 in Küstrin kam erstmals die Idee einer Verheiratung der Prinzessin mit König Gustav II. Adolf von Schweden (1594–1632) auf, der gerade seine Liaison mit Ebba Brahe beendet hatte. Johann Sigismund stand dem Eheprojekt zwar positiv gegenüber, war aber als brandenburgischer Kurfürst dem Kaiser Matthias verpflichtet und brauchte außerdem für die in Bälde erwartbare formelle Übernahme der Regierung im Herzogtum Preußen nach dem Tod seines Schwiegervaters Albrecht Friedrich († 27. August 1618) die Zustimmung des polnischen Königs Sigismund III. Wasa als seinem Lehnsherrn. Letzterer war aber mit dem schwedischen König tief verfeindet, und Kurfürst Johann Sigismund forderte vor einer Heirat Maria Eleonores mit Gustav Adolf einen Friedensschluss zwischen Schweden und Polen. Überdies hegte die einflussreiche Kurfürstin Anna eine starke Abneigung gegen das Eheprojekt.
In der Folge kam es zu langwierigen Heiratsverhandlungen. Kurfürstin Anna hintertrieb mit allen Mitteln den Plan zur Vermählung ihrer Tochter mit Gustav Adolf. Auch Interventionen der Landgrafen Moritz von Hessen-Kassel und Friedrich V. von der Pfalz nützten wenig. Im katholischen Lager wiederum wurde eine Annäherung Brandenburgs und Schwedens gefürchtet, weshalb der polnische König Sigismund III. für seinen Sohn Władysław um die Hand Maria Eleonoras bat. Zu anderen Freiern der Prinzessin gehörte u. a. der spätere englische König Karl I. Im April 1620 machte sich Gustav Adolf in Begleitung seines Schwagers, des Pfalzgrafen Johann Kasimir, auf den Weg nach Berlin, um seine Brautwerbung persönlich voranzutreiben. Der schwedische Adlige Johan Hand schloss sich dem König an und verfasste ein Tagebuch über dessen Reise nach Deutschland, das hierfür eine wichtige Quelle darstellt. Gustav Adolf vermochte in Berlin, wohin er inkognito reiste, die von ihm ausersehene Braut und deren Schwestern kennenzulernen, aber nach wie vor nicht die Zustimmung von deren Mutter für seine Heirat mit Maria Eleonora zu erhalten. Auch der Bruder der Prinzessin, der neue Kurfürst Georg Wilhelm, war strikt gegen das Eheprojekt, während sich Maria Eleonora und ihre Schwestern dafür aussprachen. Nach Hands Bericht habe es Gustav Adolf immerhin geschafft, Zutritt zu Maria Eleonoras Kammer zu erhalten und sie zu küssen.
Als der schwedische König nach der Fortsetzung seiner Reise in andere Teile Deutschlands im Juni 1620 nach Berlin zurückkehrte, hatte Kurfürstin Anna ihre Meinung bezüglich der Verheiratung ihrer Tochter aus unbekannten Gründen völlig geändert. Sie behauptete, von der mittlerweile entstandenen gegenseitigen Zuneigung Maria Eleonoras und Gustav Adolfs beeindruckt worden zu sein. Georg Wilhelm missfiel der Sinneswandel seiner Mutter sehr. Nach seiner Rückkehr nach Skandinavien sandte der schwedische Monarch den Reichskanzler Axel Oxenstierna an der Spitze einer Gesandtschaft mit acht Schiffen nach Deutschland, um den Ehekontrakt endgültig abzuschließen. Wegen der Skepsis Georg Wilhelms gegenüber diesem Eheprojekt erklärte sich Gustav Adolf bereit, auf eigene Kosten 8000 Soldaten zur Unterstützung des jungen Kurfürsten zu schicken, falls dieser wegen der schwedischen Heirat seiner Schwester in Preußen Probleme mit König Sigismund III. bekäme. Kurfürstin Anna schickte Maria Eleonora zur Sicherheit nach Braunschweig und schloss den Ehevertrag für ihre Tochter mit Oxenstierna ab. Da der Kurfürst weder die Mitgift noch die Reisekosten seiner Schwester zahlte, nahm Anna Wertgegenstände aus dem kurfürstlichen Schatz als Pfand mit und reiste mit Maria Eleonora und deren Schwester Katharina an Bord der schwedischen Flotte nach Kalmar. Die Frauen trafen in dieser Stadt am 7. Oktober 1620 ein und wurden hier von Gustav Adolf erwartet.

### Heirat mit König Gustav Adolf; Krönung
Am 25. November 1620 heiratete die als körperlich äußerst attraktive Frau beschriebene Maria Eleonora im Königsschloss von Stockholm König Gustav II. Adolf im Rahmen einer prunkvollen, vom Erzbischof von Uppsala, Petrus Kenicius, geleiteten Zeremonie. Der Reichskanzler Axel Oxenstierna erinnerte das frischvermählte Königspaar in einer ausgefeilten Rede an seine Pflicht, Leibeserben zu bekommen. Drei Tage nach ihrer Hochzeit wurde Maria Eleonora am 28. November 1620 durch Erzbischof Kenicius in Gegenwart zahlreicher Adliger und kirchlicher Würdenträger zur schwedischen Königin gesalbt und gekrönt. Ihr wurden nur vier Regalien – Krone, Szepter, Apfel und Schüssel – überreicht, nicht aber das Schwert als Insigne der Exekutive, denn dem König allein blieb die Ausübung der Regierungsgewalt vorbehalten. Bei den anschließenden Hochzeitsfeierlichkeiten wurden üppige Bankette abgehalten und Komödien aufgeführt.
Der schwedische König überschrieb seiner Gemahlin als Morgengabe u. a. Schloss und Stadt Linköping. Für diese Schenkung erhielt er auch die Einwilligung seiner Mutter Christine, seines Bruders Carl Flip und des Reichsrats. Außerdem übertrug er Maria Eleonora viele Kirchspiele samt deren Einnahmen. Die Königin bekam auch das Recht der selbständigen Administration ihres Besitzes und musste im Kriegsfall geringere Steuerleistungen als sonst üblich erbringen. Aus der Rentkammer konnte sie ferner jährlich 4000 schwedische Taler als persönliches Handgeld beziehen. Allerdings hatte sie nicht die nötigen ökonomischen und rechtlichen Kenntnisse zur effizienten Verwaltung ihres Leibgedinges erlernt.

### Königin von Schweden

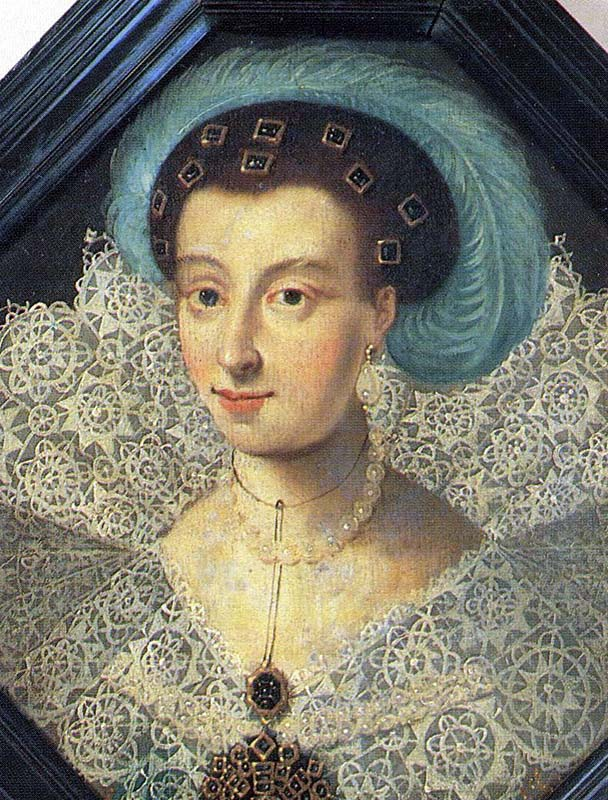
Königin Maria Eleonora ca. 1630

Der schwedische König war im Rahmen des Dreißigjährigen Kriegs oft auf Feldzügen unterwegs, was Maria Eleonora, die ihren Gatten aufrichtig liebte, wegen der bei seinen Kriegseinsätzen drohenden Lebensgefahr sehr bekümmerte und in Angst versetzte. Dies geht aus zeitgenössischer Korrespondenz hervor. Während seiner Abwesenheiten war sie häufig depressiv und fühlte sich erst bei seiner Heimkehr wieder besser. Im Juli 1621 erlitt sie bei ihrer ersten Schwangerschaft eine Fehlgeburt. Als sich Gustav Adolf damals zum Kriegsschauplatz nach Livland einschiffte, um zu Beginn des Polnisch-Schwedischen Kriegs die Stadt Riga zu belagern, wandte sich Maria Eleonora an die Pfalzgräfin Katharina, dass diese auf ihren königlichen Bruder einwirken möge, sich nicht in Gefahr zu begeben. Das Verhältnis zwischen den beiden Fürstinnen war herzlich, doch der König ließ sich nicht von der Teilnahme an Feldzügen abhalten. Wenn Gustav Adolf verwundet wurde oder sich seine Rückkehr verzögerte, wurde versucht, Maria Eleonora mit Halbwahrheiten zu beruhigen.
Die Königin war zum zweiten Mal schwanger, als sich ihr Gemahl wegen bedrohlicher Kriegsvorbereitungen des polnischen Königs Sigismund III. gegen Schweden im Frühjahr 1623 für einen neuen persönlichen Kampfeinsatz bereitmachte. Den Kanzler Axel Oxenstierna wies er an, der Königin seinen Aufbruch zum Krieg nicht eilig mitzuteilen, da sie hierdurch in Schrecken versetzt werden könnte, sondern es ihr schonender beizubringen. In Abwesenheit des Königs gebar Maria Eleonora im Oktober 1623 ihre zweite Tochter, Christina, die aber nicht einmal ein Jahr alt wurde. Laut ihrer in Berlin lebenden Schwägerin grämte sich die Königin extrem über den erneuten Tod ihres Nachwuchses. Im Mai 1625 segelte Maria Eleonora, die zu diesem Zeitpunkt mit ihrem dritten Kind hochschwanger war, gemeinsam mit ihrem Gatten zur im Zentrum Stockholms gelegenen Insel Skeppsholmen, um die Flotte zu inspizieren. Ein plötzlich ausgebrochener Sturm schüttelte das königliche Schiff heftig durch, woraufhin die Königin eilig ins Schloss zurückgebracht wurde, aber kurz darauf einen toten Sohn zur Welt brachte. Im gleichen Jahr durfte sie zu ihrem Gatten nach Livland reisen, war aber auch dort oft allein und beklagte sich in Reval über ihre unerquickliche Lage.
Im Dezember 1626 brachte die unter großem Erwartungsdruck zur Geburt eines Thronerben stehende Maria Eleonore in der königlichen Burg Tre Kronor in Stockholm ihr einziges das Erwachsenenalter erreichende Kind, die spätere Königin Christina, zur Welt. Bei ihrer Geburt sei ihr ganzer Körper behaart gewesen und sie habe eine raue kräftige Stimme gehabt, sodass sie zuerst von den Hebammen für einen Knaben gehalten worden sei, schrieb Christina später in ihrer Autobiographie. Nach der Entdeckung ihres wahren Geschlechts sei ihr Vater aber nicht enttäuscht gewesen, dass sie kein Bub war. Maria Eleonora soll hingegen schwer darunter gelitten haben, dass sie keinen Sohn geboren hatte. Ihr Verhältnis zu ihrer Tochter blieb kühl, und ihr wurde jeglicher Einfluss auf die Erziehung Christinas verwehrt.
Gustav Adolf beteiligte seine Gattin nicht im mindesten an der Regierung. Die traditionelle Geschichtsschreibung begründete dies damit, dass die Königin als oberflächlich galt und launisch, intellektuell wenig begabt und temperamentvoll gewesen sei. Ihre Liebe zur Musik, Malerei und Architektur, so die Lesart, ließ sie zur Verschwendung neigen und sie machte beträchtliche Schulden. Bereits 1621 hatte sie den aus Deutschland eingewanderten Musiker Andreas Düben zum Hofkapellmeister in Stockholm ernannt. Auch zahlreiche andere Musiker kamen mit ihr von Deutschland nach Schweden. Eine neue deutsche Hofkapelle wurde geschaffen. Sie soll selbst Laute gespielt haben und engagierte nicht nur Musiker, sondern auch Komödianten und Künstler. An ihrem Hof lebten Zwerge beiderlei Geschlechts, die ihr zum Zeitvertreib dienten, und aus dem gleichen Grund hielt sie Affen und andere Tiere. In Schweden war die Königin wegen ihrer dort befremdlich wirkenden Prachtentfaltung und ihrer Vorliebe für Ausländer wenig beliebt.
Nach der ausbleibenden Rückkehr ihres Gatten nach dessen Sommerfeldzug 1630 bat Maria Eleonora Johann Kasimir schriftlich, auf den König einzuwirken, heimzukehren. Sie könne die Abwesenheit ihres Gemahls nicht länger ertragen. Mit ihren Klagen erreichte sie, im Frühjahr 1631 zu Gustav Adolf nach Deutschland reisen zu dürfen. Doch verzögerte sich ihre Abreise, wohinter sie Sabotage vermutete. Der Reichsrat ordnete schließlich eine Reduzierung der Größe der Verstärkungstruppen an, die Maria Eleonora auf deren Fahrt nach Stralsund begleiten sollten. Im Juli 1631 landete die Königin an der Spitze eines Truppenverbands von 8.000 Mann bei Wolgast in Pommern. Anfang November 1631 verließ sie diese Stadt und machte sich über die Höfe von Berlin, Dresden und Weimar auf den Weg zu ihrem Gemahl. Am Neujahrstag 1632 besuchte sie den Dom von Erfurt und wies ein ihr von der Stadt angebotenes Präsentgeld zurück. Anfang Januar 1632 traf sich das Königspaar nahe Hanau und hielt dann seinen festlichen Einzug in Frankfurt am Main.
Nach einem gemeinsamen Aufenthalt in Mainz trennte sich Gustav Adolf Anfang März 1632 wieder von Maria Eleonora und brach zum für dieses Jahr vorgesehenen Feldzug auf. Er vertraute seine Gattin der Obhut des Reichskanzlers Axel Oxenstierna an, der für ihre Sicherheit zu sorgen hatte. Als Aufenthaltsort für Maria Eleonora sah der König vornehmlich Frankfurt oder das Schloss zu Höchst vor. Bei äußerster Gefahr durch eine feindliche Attacke sollte sie nach Stettin, dem Ausfallshafen nach Schweden, gebracht werden. Indessen wurde die Königin nach der kurzen glücklichen Zeit an der Seite ihres Gatten wieder schwermütig. Ohne Rücksicht auf ihre eigene Sicherheit wollte sie vorzeitig ihrem Gemahl nachreisen und brach Ende Juli 1632 von Mainz nach Würzburg auf. Der Kanzler gab gegenüber dem König an, dass er sie nicht habe zurückhalten können, ohne eine Verschlechterung ihres Gesundheitszustands zu riskieren. Ende Oktober 1632 traf sich das Königspaar zum letzten Mal in Mainz. Bereits einen Tag später verließ Gustav Adolf seine Gemahlin, um sich wieder seiner militärischen Tätigkeit zu widmen. Kurz darauf fiel er am 6. Novemberjul. / 16. November 1632greg. in der Schlacht bei Lützen.

### Königinwitwe

#### Überführung und Beisetzung Gustav Adolfs

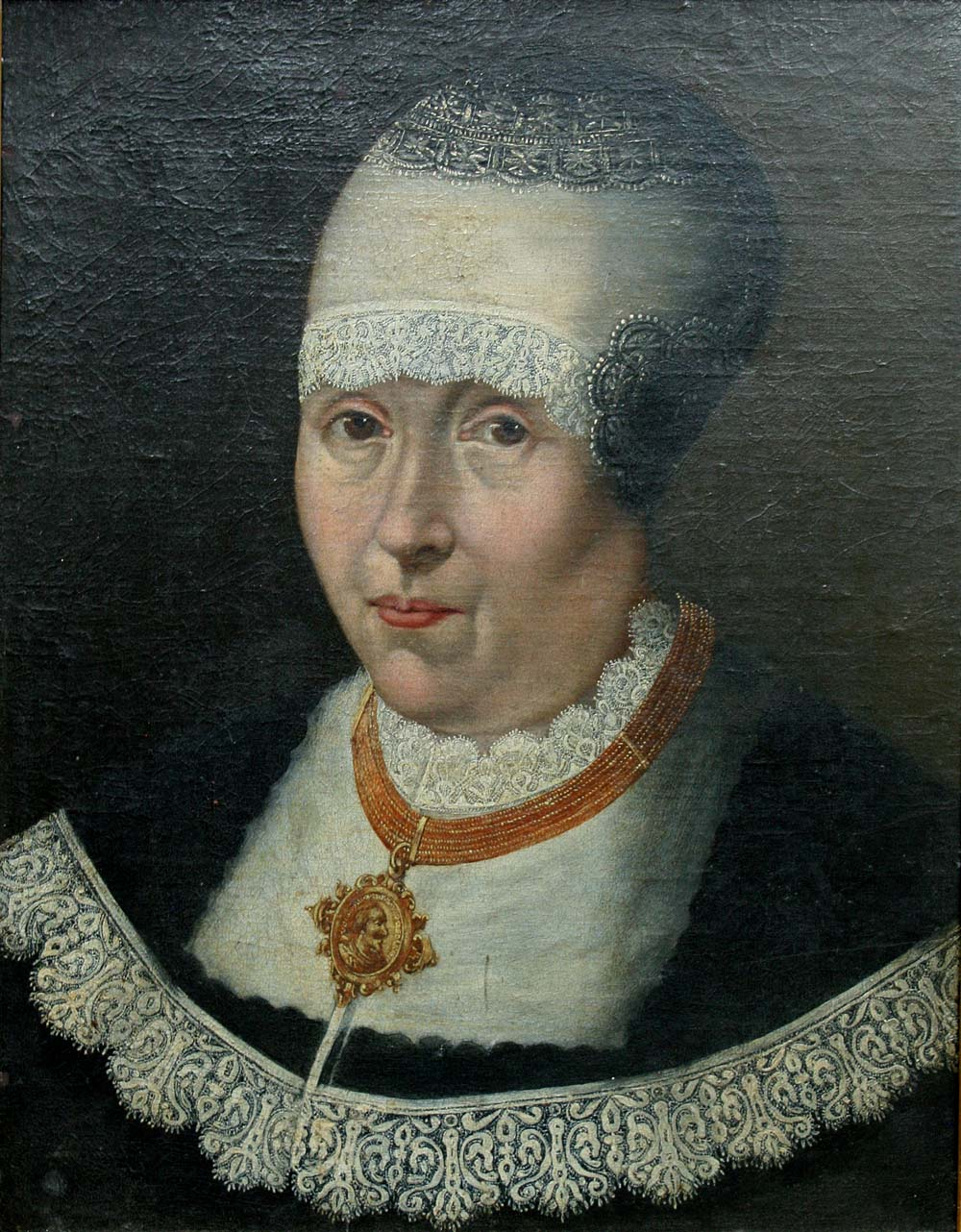
Königin Maria Eleonora ca. 1650

Maria Eleonora war tief getroffen vom Tode ihres Mannes. Als sie dessen Leichnam erstmals in Weißenfels sah, war sie nur schwer zu halten. Sie ließ die sterblichen Überreste des Königs einbalsamieren und sein Herz in einer Golddose platzieren und zunächst nach Spandau überführen. Der Leichenzug, dem sich die Königinwitwe anschloss, führte dann weiterhin nordwärts nach Wolgast, von wo er erst Ende Juli 1633 auf dem Seeweg nach der schwedischen Hafenstadt Nyköping übersetzte. Das einbalsamierte Herz des Königs ließ die unmäßig trauernde Maria Eleonora über ihrem Bett aufhängen. In Wolgast hatten ihre Auseinandersetzungen mit dem Reichsrat über den Transport des Leichnams des Königs begonnen. In Schweden versuchte sie dessen endgültige Bestattung ständig aufzuschieben. Sie forderte auch die Erbauung einer Kirche, in der Gustav Adolfs Sarg beigesetzt werden sollte. Der Reichsrat vertrat wiederum die Ansicht, dass ein Reichstag erst nach dem offiziellen Begräbnis des Königs eröffnet werden könne. Der Bischof von Linköping, Johannes Botvidi, schaltete sich Mitte August 1633 ein und erreichte, dass die Königinwitwe sich mit der Bestattung ihres Gemahls zu einem von ihr bestimmten Zeitpunkt einverstanden erklärte, sofern diese nicht in Stockholm stattfände. Im Oktober 1633 wollte sie den Sarg nach Uppsala überführen lassen, doch nach dem Verweis des Reichsrats, dass Gustav Adolf selbst die Riddarholmskyrkan als seine Begräbnisstätte bestimmt hatte, musste sie schließlich seiner Beerdigung in Stockholm zustimmen. Diese fand im Juni 1634 statt.
Bereits zwei Tage nach der Beisetzung des Königs ersuchte Maria Eleonora, seinen Sarg öffnen zu dürfen. Dies lehnte der Reichsrat strikt ab und auch der Klerus sprach sich gegen die Öffnung des Grabes aus. Eines Tages äußerte sie, den Behälter mit dem Herz des Königs in dessen Sarg legen zu wollen, doch später am gleichen Tag beabsichtigte sie, das Herz ihr Leben lang bei sich zu behalten. Mitte Juli 1634 erklärte der Reichs-Drost Gabriel Gustafsson Oxenstierna, Maria Eleonora habe ihm teure Geschenke für seine Hilfe bei der Durchsetzung ihres Willens angeboten, was er abgelehnt habe. Schließlich wurde das Kästchen mit dem Herz des Königs doch in den Sarg gelegt.

#### Streit mit dem Reichsrat über ihren Einfluss und ihre Einkünfte als Königinwitwe
Das in die Geschichtsschreibung eingegangene Bild von Maria Eleonora als einer hysterischen, depressiven und verschwenderischen Königinwitwe wurde in der neueren Forschung relativiert, erstmals in den 1980er Jahren unter anderem durch den Reichsarchivar Åke Kromnov, zuletzt in der 2010 erschienenen Monographie Drottningen som sa nej von Moa Matthis. Demnach ist dieses Bild zum Großteil auf die Propagandatätigkeit des den schwedischen Hochadel repräsentierenden Reichsrates zurückzuführen, der Maria Eleonora die als Königinwitwe üblicherweise zustehende maßgebliche Beteiligung an der Vormundschaftsregierung für ihre sechs Jahre alte Tochter Christina untersagen wollte. Diese war nach dem Tod ihres Vaters offiziell die Königin von Schweden geworden. Bereits im Februar 1633 hatte der in Deutschland weilende Reichskanzler Axel Oxenstierna dem Reichsrat empfohlen, Maria Eleonora keinerlei Einfluss auf die Regierungsarbeit zu gewähren.
Maria Eleonora entstammte einer Familie, in der weibliche Verwandte auch als Regentinnen Macht besaßen. Sie war verstimmt, dass der Reichsrat ihr keinen Anteil an der Regierung während der Minderjährigkeit Christinas zugestand. In einem im Juli 1633 an Oxenstierna gerichteten Brief bestritt sie indessen, dass sie die Regentschaft übernehmen wolle. Weitere Konfliktpunkte mit dem Reichsrat bestanden in dem von ihr geforderten Einfluss auf die Erziehung ihrer Tochter und ihrem Mitspracherecht bei Plänen für deren Verheiratung. 1634 erklärte sie, dass die Regierung für die politische Ausbildung ihrer Tochter sorgen könne, sie selbst beabsichtige aber, sich um Christinas „Leben und Sitten“ zu kümmern. Der Königinwitwe gereichte zum Nachteil, dass Gustav Adolf keine verbindlichen schriftlichen Verfügungen über ihre politische Rolle nach seinem Tod hinterlassen hatte. Im Gegenteil soll der König laut einer vom Reichsrat Clas Larsson Fleming 1636 getätigten Aussage darauf gedrängt haben, Maria Eleonora keinerlei Anteil an der Regentschaft zuzugestehen. Der Reichsrat setzte sich letztlich durch. Tatsächlich begann mit Gustav Adolfs Tod eine Ära der faktischen Herrschaft des Hochadels, allem voran der Familie Oxenstierna, der erst durch die Reduktionen am Ende des 17. Jahrhunderts Einhalt geboten wurde.
Christina schrieb später über ihr Verhältnis zu ihrer Mutter in den Jahren nach dem Tod ihres Vaters, dass Maria Eleonora sie mit ihren Tränen aus Trauer um Gustav Adolf ertränkt und mit ihren Umarmungen fast erstickt hätte. Ihre Mutter habe fast unaufhörlich geweint und tiefen Schmerz über den Verlust ihre Gatten empfunden, so dass sie, Christina, große Liebe und Ehrfurcht für Maria Eleonora gefühlt habe, doch sei diese Ehrfurcht belastend gewesen. Besonders verärgert sei sie gewesen, wenn sich ihre Mutter mit ihr entgegen dem Wunsch ihrer Vormünder einschließen wollte, da sie extrem wissbegierig gewesen sei und Angst vor der Behinderung ihrer Studien gehabt habe.
Bereits zur Zeit ihres Aufenthalts in Wolgast während der Überführung von Gustav Adolfs Leichnam nach Schweden hatte Maria Eleonora Verhandlungen mit dem mit ihr verwandten dänischen König Christian IV. bezüglich der möglichen Verheiratung Christinas mit dessen Sohn Ulrich begonnen. Dies hatte den Reichsrat beunruhigt. Nach Ulrichs Tod im August 1633 rückte sein Bruder Friedrich in den Fokus des Interesses. Im Dezember 1633 nahm die Königinwitwe die von ihrem verstorbenen Gemahl eingefädelten Verhandlungen bezüglich Christinas Vermählung mit deren Vetter Friedrich Wilhelm von Brandenburg, dem späteren „Großen Kurfürsten“, in Gesprächen mit einem brandenburgischen Gesandten wieder auf. Axel Oxenstierna beauftragte den Legaten von Schwedisch-Pommern, Sten Svantesson Bielke, dafür zu sorgen, dass es hinsichtlich der Eheprojekte für Christina zu keinen vorentscheidenden Resultaten käme. Höflinge, die Maria Eleonoras dänische Pläne befürworten könnten, sollten entfernt und die Korrespondenz der Königinwitwe überwacht werden.
Als an Theater, Architektur, Musik und Kunst interessierte Monarchin war Maria Eleonora bestrebt, in Schweden eine prächtigere Hofkultur nach kontinentaleuropäischem Vorbild zu etablieren. Sie gab einen bedeutenden Teil ihrer Einkünfte für Schmuck sowie Gold- und Silberarbeiten aus, von denen sie viel verschenkte. So unterstützte sie Musiker, Tänzer sowie Künstler und spendete gemäß ihrer traditionellen Pflicht als Königinwitwe große Summen an Bedürftige. Ab 1634 war Jacob Heinrich Elbfas für einige Jahre ihr Hofmaler. Ferner engagierte sie den Steinmetz Jost Henne und ab den 1650er Jahren den Bildhauer Conrad Weber.  Besucher schilderten sie als liebenswürdig, schön und wohlbewandert in Kunst und Architektur. Ihr Vermögen reichte jedoch nicht zur Finanzierung des von ihr erstrebten königlichen Glanzes aus. Bereits während der Herrschaft Gustav Adolfs war sie hochverschuldet gewesen. Der Reichsrat meinte, dass sie schlecht wirtschafte und über ihre Verhältnisse lebe.
Gustav Adolf hatte im April 1628 Änderungen am seiner Gattin 1620 anlässlich ihrer Heirat übertragenen Leibgedinge vorgenommen, das nun Teile des Leibgedinges seiner verstorbenen Mutter Christine und Gebiete in Södermanland, Västmanland und Gästrikland umfasste. Zu diesem Territorialbesitz gehörten u. a. Schloss Gripsholm und die Städte Strängnäs, Mariefred, Torshälla und Gävle. Die Gesamteinkünfte des Lehens wurden 1634 auf 50.000 Reichstaler geschätzt. Dennoch war Maria Eleonora unzufrieden und mutmaßte, dass noch ein weiterer, von Gustav Adolf später verfasster Morgengabe-Brief existiere. Pfalzgraf Johann Casimir setzte sich für ihre finanziellen Interessen ein, doch der Reichsrat argumentierte, dass noch keine schwedische Königin eine so große Morgengabe wie sie erhalten und Gustav Adolfs Mutter dennoch wertvollen Hausrat und bares Gold hinterlassen habe. Auch über außerordentliche Zinsen und anderes wurde gestritten. Gemäß zeitgenössischen Ratsprotokollen stellte Maria Eleonora wiederholt finanzielle Forderungen, während Axel Oxenstierna auf die schwierige Lage der Krone vor allem nach der Niederlage bei Nördlingen (September 1634) hinwies.

#### Rückzug ins Schloss Gripsholm
Im März 1635 schrieb der Reichsdrost Gabriel Oxenstierna seinem Bruder Axel, dem Reichskanzler, dass Maria Eleonora unter die Aufsicht von Wächtern gestellt und von ihrer Tochter getrennt werden müsse. Sie verschenke nämlich ihren ganzen Besitz und flöße der jungen Königin einen Hass auf die schwedische Nation ein. Trotz dieses Vorwurfs, dass die Königinwitwe einen schädlichen Einfluss auf Christina ausübe, wurde erst nach der Rückkehr von Axel Oxenstierne nach Schweden im August 1636 die Trennung Christinas von ihrer Mutter verfügt. Die Pfalzgräfin Katharina übernahm nun die Rolle Maria Eleonoras als Erzieherin Christinas. Die Königinwitwe zog sich im November 1636 von Stockholm auf ihren Witwensitz Schloss Gripsholm zurück und klagte ihrem Bruder im April 1637 brieflich, dass ihr Christina listig entzogen worden sei. Oxenstierna soll ihr mitgeteilt haben, dass sie nicht mehr Freiheiten habe als andere adlige schwedische Witwen. Ihre Korrespondenz mit den Verwandten im Reich, namentlich der sächsischen Kurfürstin Magdalena Sibylla, wurde überwacht. Maria Eleonora prangerte an, dass man sie wie eine Konspirantin behandele.
Im Frühjahr 1637 führte Axel Oxenstierna eine Überprüfung des Leibgedinges der Königinwitwe auf Schloss Gripsholm durch, was Maria Eleonora beunruhigte. Dabei stellte er übertrieben dargestellte Mängel bei der Administration des Leibgedinges fest; ein neuer Verwalter wurde ernannt. Später wurden drei wichtige, aus Deutschland stammende Bedienstete Maria Eleonoras mit der Begründung entlassen, dass sie die Königinwitwe schlecht beraten hätten. Der Reichsrat kritisierte generell, dass an Maria Eleonoras Hof ein zu großer deutscher Einfluss herrsche. Sie selbst empfand ihre Situation in Schweden seit dem Tod ihres Gemahls immer unerträglicher. Sie hatte bereits erwogen, über Dänemark nach Preußen zu reisen, da sie frustriert war, dass sie den Behälter mit dem Herz ihres Gemahls nicht hatte behalten dürfen; außerdem fühlte sie sich in Schweden schlecht behandelt. Dazu kam nun die Trennung von ihrer Tochter. Die schwedische Vormundschaftsregierung betrachtete Maria Eleonoras Reisepläne misstrauisch, da sich damals die Beziehungen zu Dänemark und Preußen verschlechterten und die Königinwitwe offen die Ansprüche ihres Bruders auf Pommern unterstützte. Der Reichskanzler verdächtigte sie, verbotene Kontakte zum Feind zu unterhalten.
Als Hans Georg Schötell im Auftrag von Maria Eleonoras Bruder, dem Kurfürsten Georg Wilhelm, im Juni 1636 nach Schweden gereist war und auch die Königinwitwe besucht hatte, erstattete er dem Kurfürsten brieflich Bericht darüber. Er führte in dem Schreiben aus, dass Maria Eleonora ihn gewarnt habe, dass die Schweden ihm nach dem Leben trachten könnten. Weiterhin habe sie die Vormundschaftsregierung beschuldigt, im Gegensatz zu Gustav Adolf einen eigennützigen Krieg zu führen und ihre Untertanen zu betrügen und zu unterdrücken. Nach ihrer Ansicht kümmere sich der Reichskanzler nicht um die Interessen der Krone, sondern nur um seine eigenen. Der Reichsrat habe den Pfalzgrafen Johann Kasimir unter der falschen Vorspiegelung gewonnen, eine Heirat zwischen seinem Sohn und der Königin Christine zu ermöglichen. In Wirklichkeit plane die Familie Oxenstierna, Christina mit dem Sohn des Reichskanzlers, Erik, zu vermählen. Für sie selbst käme ihr Neffe Friedrich Wilhelm als Schwiegersohn in Betracht. Sie wolle ihren ganzen Besitz bei Lebzeiten in ihr Heimatland Preußen bringen; die Schweden seien ihr zu arrogant. In von Maria Eleonora selbst verfassten Briefen an ihren Bruder kritisierte sie die schwedische Präsenz in Brandenburg und behauptete, dass der Reichsdrost Christinas Studien behindere, damit sie nicht selbstständig zu regieren lerne.
Georg Wilhelm riet seiner Schwester vor einer überstürzten Abreise aus Schweden ab, da sie dabei ihr Leben riskiere. Im März 1637 beklagte Maria Eleonora, dass sie keine ausländischen Gesandten empfangen und keine Briefe an ihren Bruder schreiben dürfe. Im Frühsommer 1637 reiste Schrötell ohne Pass erneut nach Gripsholm und entging nur knapp einer Verhaftung. Nach seinem Bericht wurde die Königinwitwe in Schweden des Hochverrats verdächtigt; sie sei über die Entfernung ihrer deutschen Diener unglücklich, fühle sich isoliert und habe großes Heimweh nach Preußen. Maria Eleonora charakterisiere Schweden als ein Preußen feindlich gesinntes Land, rate Friedrich Wilhelm nun von einer Heirat mit Christina ab und plane, dem Kurfürsten heimlich einen Plan des Lagers des schwedischen Feldmarschalls Johan Banér zu übermitteln. Ihrem Bruder verspreche sie reiche Geschenke, wenn er die Erlaubnis für ihre Rückkehr nach Preußen erteile. Im August 1638 unternahm die Königinwitwe eine unangekündigte, die schwedische Regierung beunruhigende Reise, die sie u. a. nach Göteborg führte.

### Flucht nach Dänemark und Deutschland
1640 fasste Maria Eleonora den Entschluss, Schweden heimlich zu verlassen. Sie flüchtete am 22. Juli 1640 unter abenteuerlichen Umständen und mit Einverständnis des dänischen Königs Christian IV. aus dem Schloss Gripsholm zunächst nach Gotland, wo sie am 24. Juli 1640 eintraf und mit Kanonendonner begrüßt wurde. Von Visby segelte sie auf dänischen Schiffen nach Travemünde. Auf Schloss Gripsholm bemerkte man die Flucht der Königin nach sieben Tagen und meldete sie erst nach weiteren vier Tagen. Maria Eleonora setzte dann durch Dänemark über und wurde von König Christian IV. zur Sparsamkeit ermahnt. Sie lebte am Hof des Thronfolgers Friedrich in Nykøbing. Der schwedische Reichsrat hatte inzwischen das Verhalten der Königinwitwe verurteilt und behauptet, dass sie durch ihre Flucht das Andenken Gustav Adolfs entehrt habe. Die Vormundschaftsregierung entzog ihr nach Rücksprache mit den Ständen ihr Leibgedinge, aus dessen Einkünften ein Teil ihrer Schulden, allerdings nur der inländischen, bezahlt wurde. Insgesamt soll Maria Eleonora Schulden in der Höhe von 200.000 Reichstalern hinterlassen haben. Zu ihren Gläubigern zählte u. a. der Pfalzgraf Johann Kasimir. In ihren nach Stockholm gesandten Briefen gab sie als Grund für ihre Flucht lediglich an, dass sie geschworen habe, Preußen zu besuchen. Nach dem Tod Georg Wilhelms im Dezember 1640 hatte es sein Nachfolger Friedrich Wilhelm nicht eilig, Maria Eleonora einzuladen.
Maria Eleonora übersiedelte im Juli 1643 von Dänemark ins preußische Insterburg. Schweden zahlte ihr nun eine jährliche Leibrente von 30.000 Reichstalern aus. Der Kurfürst musste sich allerdings verpflichten, die Verwaltung dieser Gelder zu übernehmen. Die Rente Maria Eleonoras erhöhte ihre Tochter, die im Dezember 1644 die Regierung übernahm, noch einmal aus eigenen Mitteln. Christina hatte die Flucht ihrer Mutter sehr getroffen. Sie setzte sich für nun für deren Rückkehr nach Schweden unter der Bedingung ein, dass Maria Eleonora zuerst versprach, das Land nicht wieder zu verlassen. Die Königinwitwe war dazu nicht bereit und zog stattdessen 1644 in die Grafschaft Holland, hielt sich oft am Hof des brandenburgischen Kurfürsten in Königsberg auf und wohnte ab 1646 in Küstrin. Sie beklagte die unzuverlässige Zahlung der schwedischen Gelder. Im Juni 1647 wurde ihr angeboten, im Schloss zu Wolgast in Schwedisch-Pommern zu residieren und als Zuschuss zu ihrem Unterhalt Einkünfte aus Wollin zu beziehen, was sie akzeptierte. Ab Ende Oktober 1647 lebte sie einige Zeit meist in Stettin.

### Rückkehr nach Schweden; letzte Jahre
Maria Eleonora war nun krank, litt an Skorbut und sehnte sich nach einem Wiedersehen mit ihrer Tochter. Im Sommer 1648 verließ sie Schwedisch-Pommern auf dem Seeweg und kehrte nach Stockholm zurück, wo sie am 19. August 1648 feierlich empfangen wurde. Die letzten Lebensjahre verbrachte sie in einem ausgesöhnten Verhältnis zu ihrer Tochter, wie diese in ihrer Autobiographie ausführt; sie besuchten sich oft gegenseitig. Die Königinwitwe erhielt zunächst eine jährliche Rente von 40.000 Reichstalern – die von Königin Kristina 1651 um die Hälfte erhöht wurde – und die Schlösser Drottningholm und Svartsjö mit den zugehörigen Gemeinden. Sie wohnte zunächst in Svartsjö, durfte aber im August 1649 wegen des dortigen ungesunden Klimas nach Nyköping umziehen. Die Einkünfte dieser Stadt und Schloss Nyköping wurden ihr formell im Januar 1651 übergeben. Im September 1649 kaufte Königin Kristina das 1635-43 erbaute und später unter dem Namen Makalös bekannte Schloss seinem Besitzer, dem schwedischen Feldherrn Jakob De la Gardie, ab und stellte es ihrer Mutter als Residenz in Stockholm zur Verfügung. Dieses Schloss zählte zu den prächtigsten Privatpalästen im skandinavischen Raum und blies bis 1653 im Besitz Maria Eleonoras. 1825 brannte es nieder.
Es fehlte Maria Eleonora an bedeutenderen Sprachkenntnissen. Meist redete sie Deutsch, hatte aber auch Schwedisch erlernt. Ihre Fähigkeit zu schreiben war gering. Sie erhielt wertvolle Geschenke von ihrer Tochter und konnte sich einen großen Hofstaat leisten. Ihre Beziehungen zur Familie des Pfalzgrafen waren harmonisch. Sie wünschte sich nun Karl Gustav als Schwiegersohn, doch ihre Tochter Christina wollte nicht heiraten. Es war für sie sehr schmerzlich, als Christina im Juni 1654 abdankte. An ihre Mutter schrieb Christina damals: „Seien Sie zufrieden mit dieser Wiedergutmachung meiner Fehler, und ersparen Sie mir die Unannehmlichkeiten Ihres Tadels.“ Im Herbst 1654 nahm Maria Eleonora an der Begrüßung der neuen Königin Hedwig Eleonora von Schleswig-Holstein-Gottorf im Stockholmer Schloss teil. Sie starb am 28. März 1655 im Alter von 55 Jahren in Stockholm und wurde dort in der Riddarholmskyrkan an der Seite ihres Gatten bestattet.

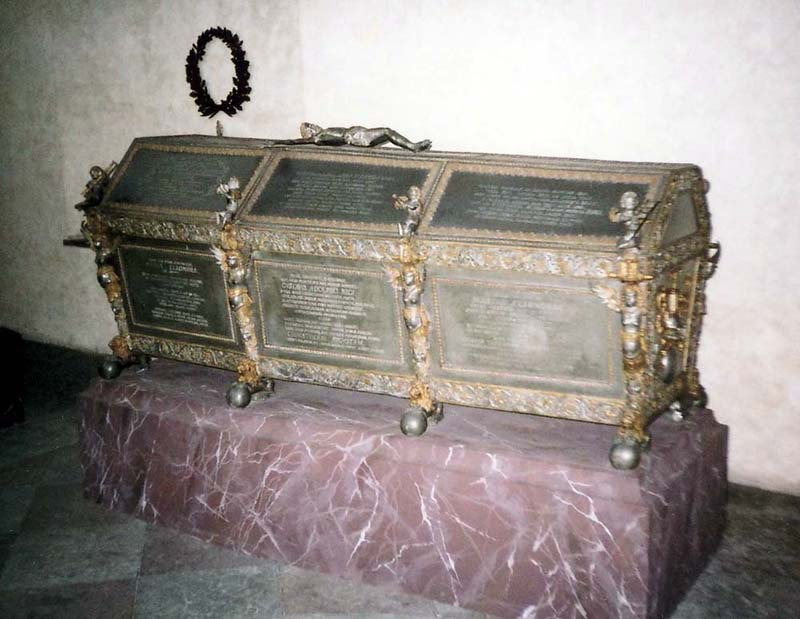
Der Sarkophag Maria Eleonoras in der Riddarholmskyrkan

## Nachkommen
Aus ihrer Ehe hatte Maria Eleonora folgende Kinder:
- Tochter (*/† 24. Juli 1621)
- Christina (* 16. Oktober 1623; † 21. September 1624)
- Sohn (*/† Mai 1625)
- Christina (* 17. Dezember 1626; † 19. April 1689), von 1632 bis 1654 Königin von Schweden